# العلاقات بين سان مارينو والاتحاد الأوروبي
بدأت العلاقات بين جمهورية سان مارينو والاتحاد الأوروبي في فبراير 1983. سان مارينو محاطة بالكامل بإحدى الدول الأعضاء في الاتحاد الأوروبي، وهي إيطاليا.

## الاتفاقيات
سان مارينو ليست طرفًا في اتفاقية شنغن. ومع ذلك، لديها حدود مفتوحة مع الاتحاد الأوروبي، على الرغم من إجراء بعض عمليات التفتيش العشوائية للشرطة، ولديها اتحاد جمركي مع الاتحاد الأوروبي (منذ عام 1991، بما في ذلك المنتجات الزراعية منذ عام 2002).  كما أبرم سان مارينو مع الاتحاد الأوروبي اتفاقية بشأن ضرائب الادخار.
من خلال اتفاقية نقدية، تستخدم سان مارينو اليورو كعملة وحيدة لها (كانت تستخدم سابقًا ليرة السامارينيزي والليرة الإيطالية) ويسمح لها بسك عدد محدود من العملات المعدنية بتصميمها الخاص. كان هناك 3 اتفاقيات بين سان مارينو والاتحاد الأوروبي بين عامي 2001 و 2007، ونتيجة لهذه الاتفاقيات، تتمتع جمهورية سان مارينو الآن بقدر أكبر من الاستقلالية والقدرة على سك العملات المعدنية الخاصة بها.

## التكامل المستقبلي
في نوفمبر 2012، بعد أن دعا مجلس الاتحاد الأوروبي إلى تقييم علاقات الاتحاد الأوروبي مع الدول الأوروبية ذات السيادة مثل أندورا وموناكو وسان مارينو، والتي وصفوها بأنها «مجزأة»، نشرت المفوضية الأوروبية تقرير لتحديد الخيارات لمزيد من اندماجهم في الاتحاد الأوروبي. على عكس ليختنشتاين، وهي عضو في المنطقة الاقتصادية الأوروبية (EEA) عبر رابطة التجارة الحرة الأوروبية (EFTA) واتفاقية شنغن، تستند العلاقات مع هذه الدول الثلاث إلى مجموعة من الاتفاقيات التي تغطي قضايا محددة. فحص التقرير أربعة بدائل للوضع الحالي: 1) نهج قطاعي مع اتفاقيات منفصلة مع كل دولة تغطي منطقة سياسة كاملة، 2) اتفاقية شراكة إطارية شاملة ومتعددة الأطراف (FAA) مع الدول الثلاث، 3) عضوية المنطقة الاقتصادية الأوروبية، و 4) عضوية الاتحاد الأوروبي. جادلت المفوضية بأن النهج القطاعي لم يعالج القضايا الرئيسية وكان لا يزال معقدًا بلا داعٍ، بينما تم رفض عضوية الاتحاد الأوروبي في المستقبل القريب لأن «مؤسسات الاتحاد الأوروبي غير مهيأة حاليًا لانضمام مثل هذه البلدان الصغيرة الحجم». تم الاتفاق على الخيارات المتبقية، عضوية المنطقة الاقتصادية الأوروبية و FAA مع الدول، نظراً لقابليتها للتطبيق حيث أوصت بها اللجنة. واستجابة لذلك، طلب المجلس أن تستمر المفاوضات مع الدول الصغيرة الثلاث بشأن المزيد من التكامل، وأن يتم إعداد تقرير بحلول نهاية عام 2013 يوضح بالتفصيل الآثار المترتبة على البديلين الصالحين وتوصيات بشأن كيفية المضي قدمًا.
نظرًا لأن عضوية المنطقة الاقتصادية الأوروبية مفتوحة حاليًا فقط لأعضاء الرابطة الأوروبية للتجارة الحرة أو الاتحاد الأوروبي، فإن موافقة الدول الأعضاء الموجودة في الرابطة الأوروبية للتجارة الحرة مطلوبة حتى تنضم الدول الصغيرة إلى المنطقة الاقتصادية الأوروبية دون أن تصبح أعضاء في الاتحاد الأوروبي. في عام 2011، قال جوناس غار ستور، وزير خارجية النرويج آنذاك وهي دولة عضو في الرابطة الأوروبية للتجارة الحرة، إن عضوية الرابطة الأوروبية للتجارة الحرة / المنطقة الاقتصادية الأوروبية للدول الصغرى لم تكن الآلية المناسبة لإدماجها في السوق الداخلية بسبب متطلباتها المختلفة عن الدول الكبرى مثل النرويج، واقترح أن الارتباط المبسط سيكون أكثر ملاءمة لهم. رد إسبن بارث إيدي، خليفة ستور، على تقرير اللجنة في أواخر عام 2012 بالتساؤل عما إذا كانت الدول الصغرى لديها قدرات إدارية كافية للوفاء بالتزامات عضوية المنطقة الاقتصادية الأوروبية. ومع ذلك، ذكر أن النرويج منفتحة على إمكانية عضوية رابطة التجارة الحرة الأوروبية للدول الصغيرة إذا قررت تقديم طلب، وأن الدولة لم تتخذ قرارًا نهائيًا بشأن هذه المسألة.    قال باسكال شافهاوزر، مستشار بعثة ليختنشتاين لدى الاتحاد الأوروبي، إن ليختنشتاين وهي دولة أخرى عضو في الرابطة الأوروبية للتجارة الحرة، مستعدة لمناقشة عضوية المنطقة الاقتصادية الأوروبية للدول الصغرى بشرط ألا يؤدي انضمامها إلى إعاقة عمل المنظمة. ومع ذلك، اقترح أن يتم النظر في خيار العضوية المباشرة في المنطقة الاقتصادية الأوروبية للدول الصغيرة، خارج كل من الرابطة الأوروبية للتجارة الحرة والاتحاد الأوروبي.
في 18 نوفمبر 2013، نشرت مفوضية الاتحاد الأوروبي تقريرها الذي خلص إلى أن «مشاركة البلدان الصغيرة الحجم في المنطقة الاقتصادية الأوروبية لا يُعتبر خيارًا قابلاً للتطبيق في الوقت الحالي لأسباب سياسية ومؤسسية»، ولكن اتفاقيات الشراكة كانت بمثابة آلية أكثر جدوى لدمج الدول الصغيرة في السوق الداخلية، ويفضل أن يكون ذلك من خلال اتفاقية واحدة متعددة الأطراف مع الدول الثلاث. في ديسمبر 2014 وافق مجلس الاتحاد الأوروبي على بدء المفاوضات بشأن مثل هذه الاتفاقية، وبدأت في مارس 2015.

### عضوية كاملة
اعتبارًا من عام 2006، كان التحالف الشعبي اليساري المعارض يؤيد الانضمام إلى الاتحاد الأوروبي، في حين عارض الحزب الديمقراطي المسيحي في سان مارينيز.
في عام 2010 كلف البرلمان الحكومة بفتح مفاوضات لمزيد من التكامل مع الاتحاد الأوروبي، وبعد ذلك أعدت مجموعة فنية تقريرًا عن عضوية الاتحاد الأوروبي والمنطقة الاقتصادية الأوروبية.
تم إطلاق حملة في عام 2010 بهدف جمع توقيعات كافية لفرض استفتاء على عضوية الاتحاد الأوروبي لسان مارينو.   وافق مجلس الضامن على الاستفتاء في 15 نوفمبر 2010، وتم تحديد موعد الاستفتاء في 27 مارس 2011. ومع ذلك، بعد أن أرسلت الحكومة رسالة إلى رئيس المفوضية الأوروبية تطلب «مفاوضات مفتوحة تهدف إلى تحقيق تكامل أكبر لجمهورية سان مارينو على المستوى الأوروبي» في 20 يناير 2011،  جادلت الحكومة أنه ينبغي إلغاء الاستفتاء لأن المسألة قد تم حلها، على الرغم من أن الرسالة لم تطلب العضوية الكاملة في الاتحاد الأوروبي لسان مارينو. قَبِل مجلس الضامن هذه الحجة وألغى الاستفتاء في 24 فبراير.
في 7 يوليو 2011، رفض المجلس الكبير والعام الدعوات لتقديم طلب للحصول على عضوية كاملة في الاتحاد الأوروبي، وبدلاً من ذلك وافقوا على جدول أعمال يدعو إلى مزيد من المفاوضات بشأن تعزيز اندماج سان مارينو مع الاتحاد الأوروبي، دون استبعاد إمكانية العضوية في المستقبل.   
كما نجحت حملة ثانية في جمع توقيعات كافية لإجراء استفتاء على عضوية الاتحاد الأوروبي. في 23 يوليو 2013، حدد الوصي النقباء موعد الاستفتاء في 20 أكتوبر 2013.  على الرغم من أن الأغلبية صوتت لصالحها، إلا أن الإقبال المنخفض يعني عدم اكتمال النصاب القانوني بنسبة 32٪ من الناخبين المسجلين الذين صوتوا لصالحهم، مما يعني رفض الاقتراح.